# Culicidospora aquatica
Culicidospora aquatica är en svampart som beskrevs av R.H. Petersen 1960. Culicidospora aquatica ingår i släktet Culicidospora, divisionen sporsäcksvampar och riket svampar.   Inga underarter finns listade i Catalogue of Life.